# Sputnik V
Gam-COVID-Vac (en rus: Гам-КОВИД-Вак, romanitzat: Gam-KOVID-Vak), denominada comercialment com Sputnik V, és una vacuna contra la COVID-19 desenvolupada per l'Institut Gamaleia de Recerca en Epidemiologia i Microbiologia i registrada l'11 d'agost de 2020 pel Ministeri de Salut de Rússia. És una vacuna de vector víric d'adenovirus. El 2 de febrer de 2021, es va publicar a The Lancet una anàlisi provisional de l’assaig, que indicava un 91,6% d’eficàcia sense efectes secundaris inusuals.
La Gam-COVID-Vac es va aprovar per a la seva distribució a Rússia, tot i haver estat provada només en un nombre reduït de persones en assaigs clínics en fase inicial que van durar dos mesos, normalment un procés que requereix un any o més d'avaluació clínica per demostrar la seguretat de la vacuna i eficàcia contra les malalties virals.
La ràpida aprovació de Gam-COVID-Vac va ser criticada inicialment com a prematura, per tal de pretendre ser el primer país a produir una vacuna contra la COVID-19. Es van desenvolupar protestes en la comunitat científica internacional per l'anunci del registre de la vacuna, principalment perquè inicialment no es van publicar resultats dels assaigs clínics de la Gam-COVID-Vac.
Tot i que els resultats de la fase I-II es van publicar finalment el 4 de setembre de 2020, encara no s'havia dut a terme l'assaig fonamental de la fase III, un pas científic necessari per demostrar la seguretat i l'eficàcia de la vacuna en milers d'individus. En el moment del registre de la Gam-COVID-Vac a Rússia després dels primers assajos, diversos altres candidats a vacuna ja estaven sent avaluats en assaigs de fase III que van incloure milers de participants. A la majoria de països que segueixen les directrius de l'Organització Mundial de la Salut, els candidats a vacunar no estan aprovats ni tenen llicència fins que les dades de seguretat i eficàcia dels assaigs de fase III siguin avaluades i confirmades internacionalment pels reguladors. L'assaig de fase III de Gam-COVID-Vac es va registrar a la Biblioteca Nacional de Medicina dels EUA el 28 d'agost de 2020 i el seu estat es va actualitzar el 10 de setembre. L'estudi és un assaig clínic aleatoritzat, doble cec, controlat amb placebo i multicèntric, amb 40.000 voluntaris i que té una durada de sis mesos.
El Fons d'Inversió Directa de Rússia va informar que almenys 30 països estaven interessats a obtenir la vacuna russa i que Rússia podrà produir més de mil milions de dosis a l'any en cinc països. Set països (Índia, Brasil, Uzbekistan, Mèxic, Nepal, Egipte i Kazakhstan) van ordenar milions de dosis de Sputnik V a Rússia a partir de novembre de 2020.

## Assajos
De fase I-II amb 76 participants: 76|status=Respostes dels anticossos neutralitzants i limfòcits T. A Rússia, Juny 2020 - Set 2020.
De fase III amb 40.000 participants: Doble cec aleatoritzat, controlat amb placebo per avaluar l'eficàcia, la immunogenicitat i la seguretat.
L'anàlisi provisional de l'assaig es va publicar a The Lancet, indicant un 91,6% d'eficàcia sense efectes secundaris inusuals.
Rússia, Belarús, India, Veneçuela, UAE
Ago 2020 - Mai 2021.

## Autoritzacions
Autorització plena
     Autorització d'emergència
     Autorització caducada
     Permesa per viatjar
     Rebutjada
Plena(3)
1. Rússia[23][24]
2. Turkmenistan[25][26]
3. Uzbekistan[27]

Emergència (76)
1. Albània[28]
2. Algèria[29]
3. Angola[30]
4. Antigua i Barbuda[31]
5. Argentina[32]
6. Armènia[33]
7. Azerbaidjan[34]
8. Bahrain[35]
9. Bangladesh[36]
10. Belarús[37]
11. Bolívia[38]
12. Bòsnia i Hercegovina[39]
13. Brasil[40] (restringida)
14. Cambodja[41]
15. Camerun[42]
16. República del Congo[30]
17. Costa d'Ivori[43]
18. Djibouti[30]
19. Egipte[44]
20. Emirats Àrabs Units[45]
21. Equador[46]
22. Filipines[47]
23. Gabon[48]
24. Gàmbia[49]
25. Ghana[50]
26. Guatemala[51]
27. Guinea[52]
28. Guyana[53]
29. Honduras[54]
30. Hongria[55][39][56]
31. Índia[57]
32. Indonèsia[58]
33. Iran[59]
34. Iraq[60]
35. Jordània[61]
36. Kazakhstan[62]
37. Kenya[63]
38. Kirguizstan[64]
39. Laos[65]
40. Líban[66]
41. Líbia[67][68]
42. Macedònia del Nord[69]
43. Maldives[70]
44. Mali[71]
45. Marroc[72]
46. Maurici[73]
47. Mèxic[74]
48. Moldàvia[75]
49. Mongòlia[76]
50. Montenegro [77]
51. Myanmar[78]
52. Namíbia[79]
53. Nepal[80]
54. Nicaragua[81]
55. Nigèria[82]
56. Oman[83]
57. Pakistan[84]
58. Palestina[85]
59. Panamà[86]
60. Paraguai[87]
61. Perú[88]
62. Ruanda[43]
63. Saint Vincent i les Grenadines [89]
64. San Marino[90][91]
65. Sèrbia[92]
66. Seychelles[93]
67. Síria[94]
68. Sri Lanka[95]
69. Tadjikistan[43]
70. Tunísia[96]
71. Turquia[97]
72. Veneçuela[98]
73. Vietnam[99]
74. Xile[100]
75. Zimbabwe[101]
Altres entitats
Abkhàzia[102]
Ossètia del Sud[103]

## Emmagatzematge
A -18 °C (en un congelador), que és la temperatura d'emmagatzematge de la formulació congelada Gam-COVID-Vac. La formulació liofilitzada de Gam-COVID-Vac-Lyo es pot emmagatzemar a 2-8 °C.

## Administració
En 2 dosis separades per 3 setmanes.